# W cywilu
W cywilu (tytuł oryg. The Marine) – film fabularny produkcji amerykańskiej z 2006 roku. W głównej roli wystąpił w nim wrestler John Cena, a na ekranie towarzyszą mu m.in. laureat nagrody Saturna Robert Patrick (Terminator 2: Dzień sądu) oraz Kelly Carlson, gwiazda telewizji. W Ameryce dystrybucją filmu zajęła się wytwórnia 20th Century Fox, a film został dopuszczony do produkcji dzięki WWE Studios, przedsiębiorstwu zależnemu instytucji World Wrestling Entertainment. MPAA przyznała projekcji kategorię "PG-13" za intensywne sekwencje brutalnych akcji, wulgarny język oraz scenę tortur dokonywanych na głównym bohaterze. Film nie spotkał się z przychylnością krytyki, jednak spodobał się amerykańskich widzom. Również wydanie DVD spotkało się z dużym zainteresowaniem – tak w Stanach Zjednoczonych, jak i na całym świecie (wydano ocenzurowaną wersję "rated" oraz nieocenzurowaną "unrated"). The Marine powstał na motywach opowiadania Michelle'a Gallaghera.

## Zarys fabularny
Żona byłego żołnierza amerykańskiej piechoty morskiej Johna Tritona zostaje uprowadzona przez grupę bandytów. Mężczyzna, chcąc pomóc kobiecie, naraża się na śmiertelne niebezpieczeństwo. Były marine rusza w morderczy pościg za przestępcami.

## Produkcja
Początkowo scenariusz filmowy powstał z zamysłem obsadzenia zdobywcy Oscara, Ala Pacino, w roli przestępcy Rome'a oraz wrestlera Steve'a Austina w roli głównego bohatera. W 2004 roku zadecydowano, że w postać Johna Tritona wcieli się inny zapaśnik – John Cena. Pacino nie przyjął oferty, ponieważ zaoferowano mu zbyt skromne wynagrodzenie. W roli czarnego charakteru rozważano obsadzenie Patricka Swayze, lecz ostatecznie zatrudniono Roberta Patricka. W filmie rolę Morgana, pomocnika Rome'a, miał także odegrać Alfonso Ribeiro, aktor/wokalista znany z serialu Bajer z Bel-Air, lecz konflikty z twórcami mu to uniemożliwiły.
Zdjęcia do filmu ruszyły w roku 2004 i tego samego roku zostały zakończone. Za scenerię atelierową posłużyło australijskie miasto Gold Coast.

## Opinie
Film zebrał mieszane recenzje krytyków. W omówieniu dla czasopisma Entertainment Weekly Gregory Kirschling nazwał W cywilu "rozkosznie złym, stylizowanym na kino lat 80. filmem akcji". Albert Nowicki (Filmweb) podsumował projekt, pisząc: "Za sprawą wartkiej akcji, rzetelnych popisów kaskaderskich i humoru The Marine (...) urasta do rangi strawnego kina akcji. Film Johna Bonito nie zakrawa i prawdopodobnie nie miał zamiaru zakrawać na dzieło kultowe, sprawdza się natomiast jako propozycja na jednorazowy seans."

## Odbiór komercyjny
Ogólnoświatowe zyski finansowe z dystrybucji filmu wyniosły 22 166 000 dolarów. Do 2013 roku W cywilu pozostawał najbardziej sukcesywną produkcją wytwórni WWE Films.